# Молдовські церкви

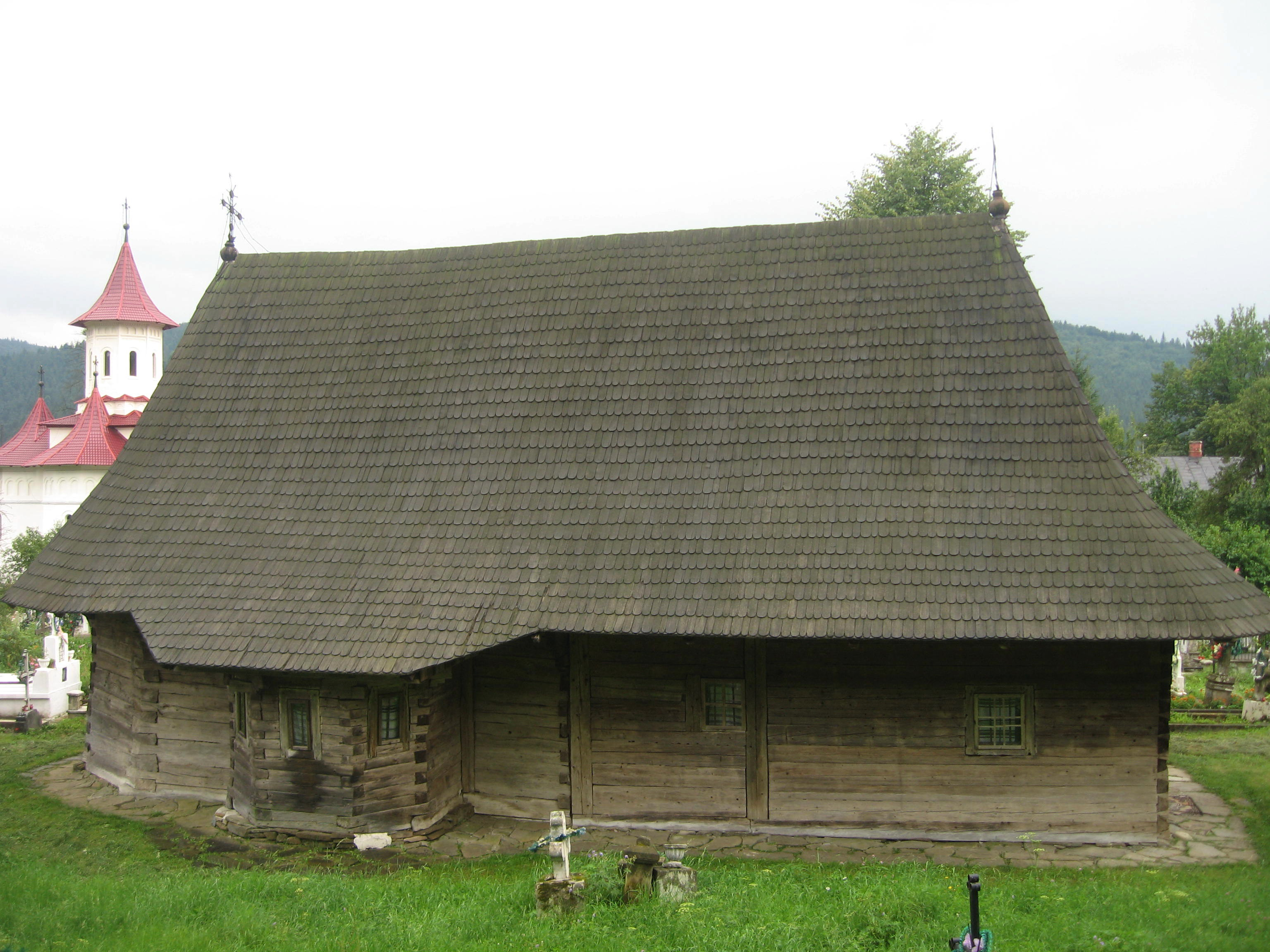
Церква збудована Богданом I або Драгошом (за переказами)

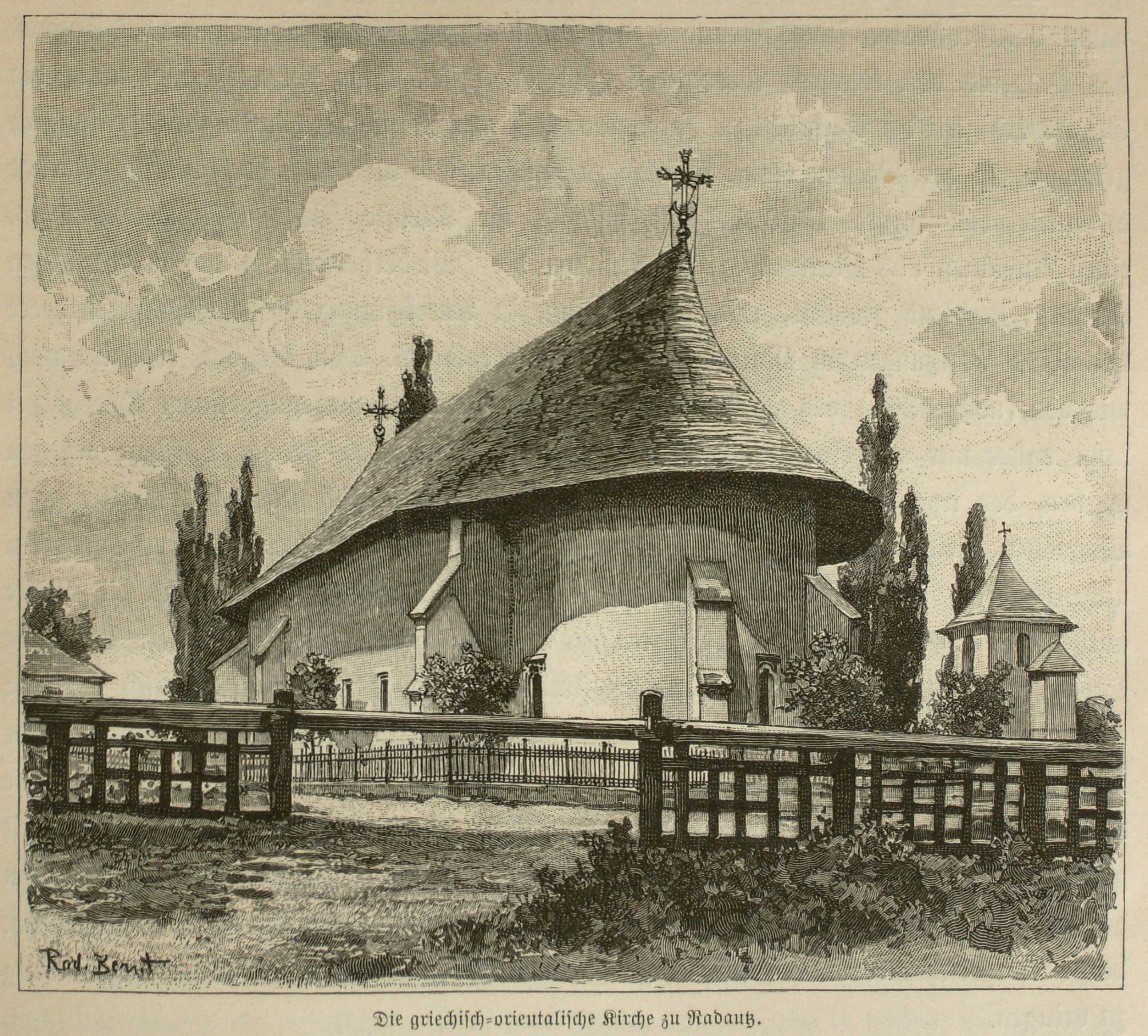
Церква Св. Миколая в Радівцях; поховані Богдан I, Лацко (1480 р.)

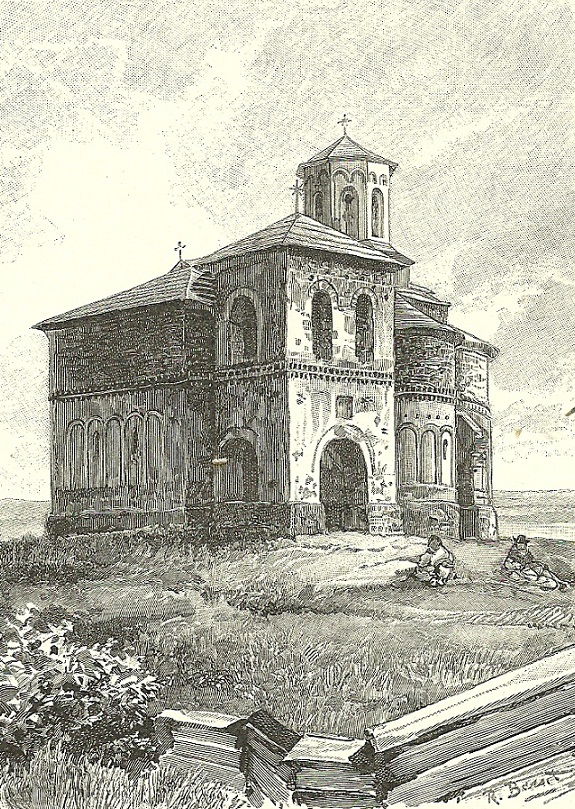
Церква Св. Юрія в Сучаві 1374

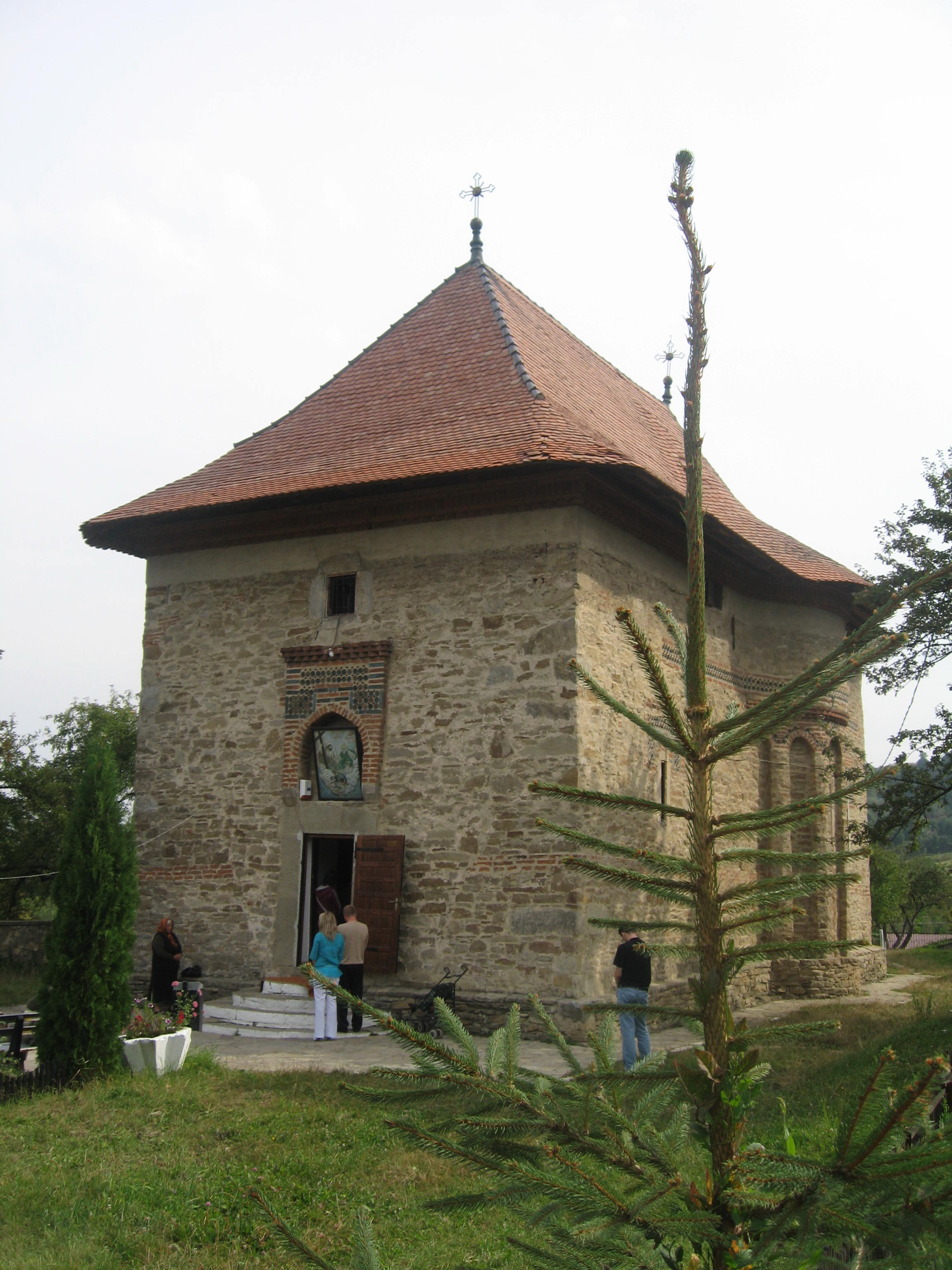
Троїцька церква в Сереті

Навколо першої столиці молдовського князівства міста Сучава розташовані найстаріші церкви та монастриі молдовської архітектурної школи. Там же знаходиться біля десятка давніх монастирів — Молдовиця, Воронець, Пробота, Путна, Гумор, Нямц, Арборе.

## Молдовські кам'яні церкви
Перші молдовські церкви (Biserica din Moldova)  були збудовані в XIV ст., за православним каноном. Молдовські кам'яні церкви поділяються на два типи за поземним планом: триконхи та церкви-базиліки. Церкви-базиліки походять від старохристиянських базилік, мають одну апсиду зі сходу, перекриті двосхилим дахом. Молдовське слово бізеріка (biserică) походить від слова базиліка. Найдавніша церква базилістичного типу — св. Миколая в Радівцях (поч. XV). Найдавніша кам'яна триконхова церква — Троїцька в Сереті. Саме у Молдовському князівстві формується молдовська школа церковної архітектури.
Молдовський господар Олександр Добрий заклав в Молдовському князівстві два 2 єпископства: в Радівцях з монастирською церквою Св. Миколая. Його фундацією був також монастир Молдовиця, закладений в 1401 р. Пізніше (1427 р.) заклав також монастир Гумор.

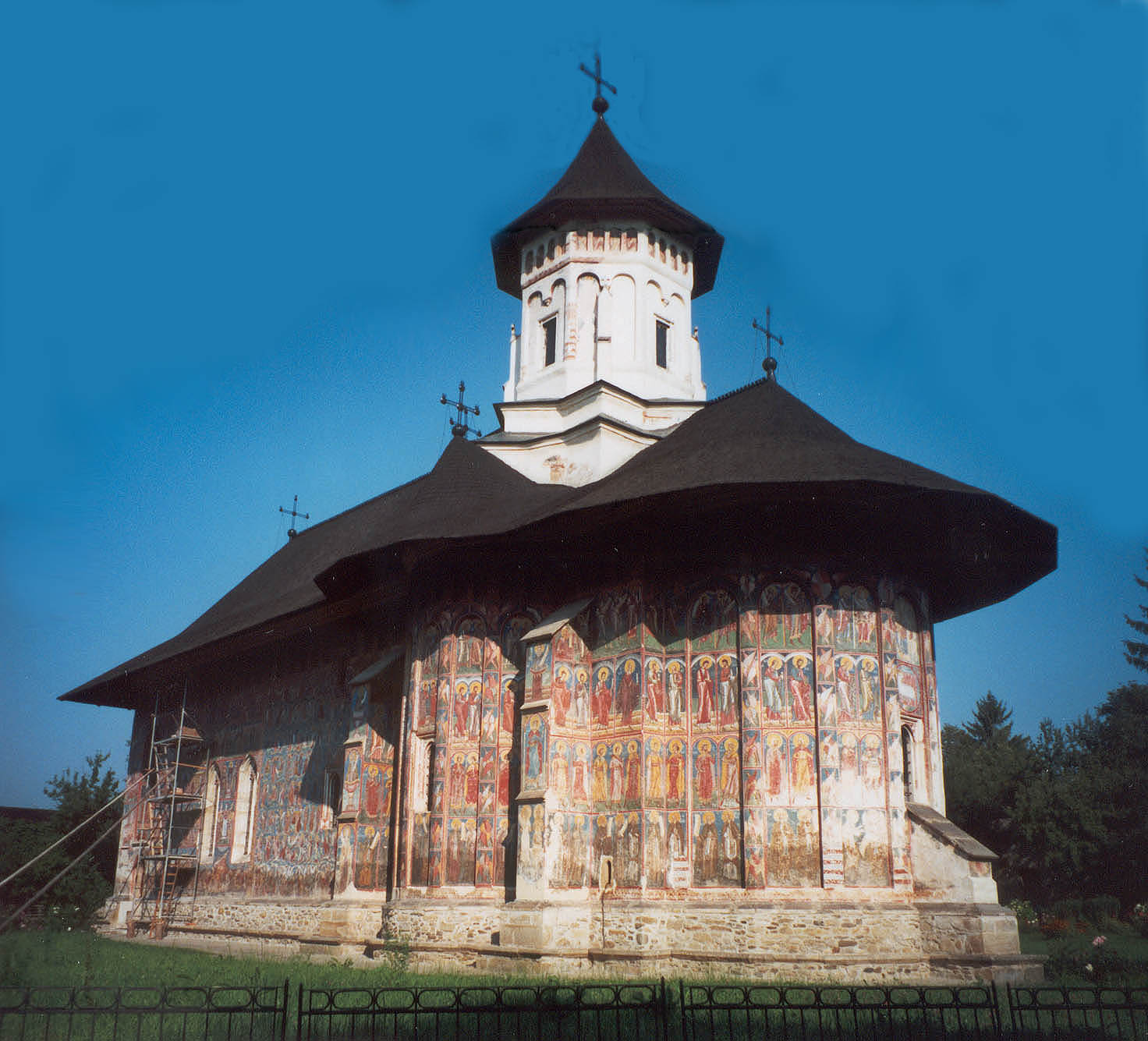
Монастир Молдовиця
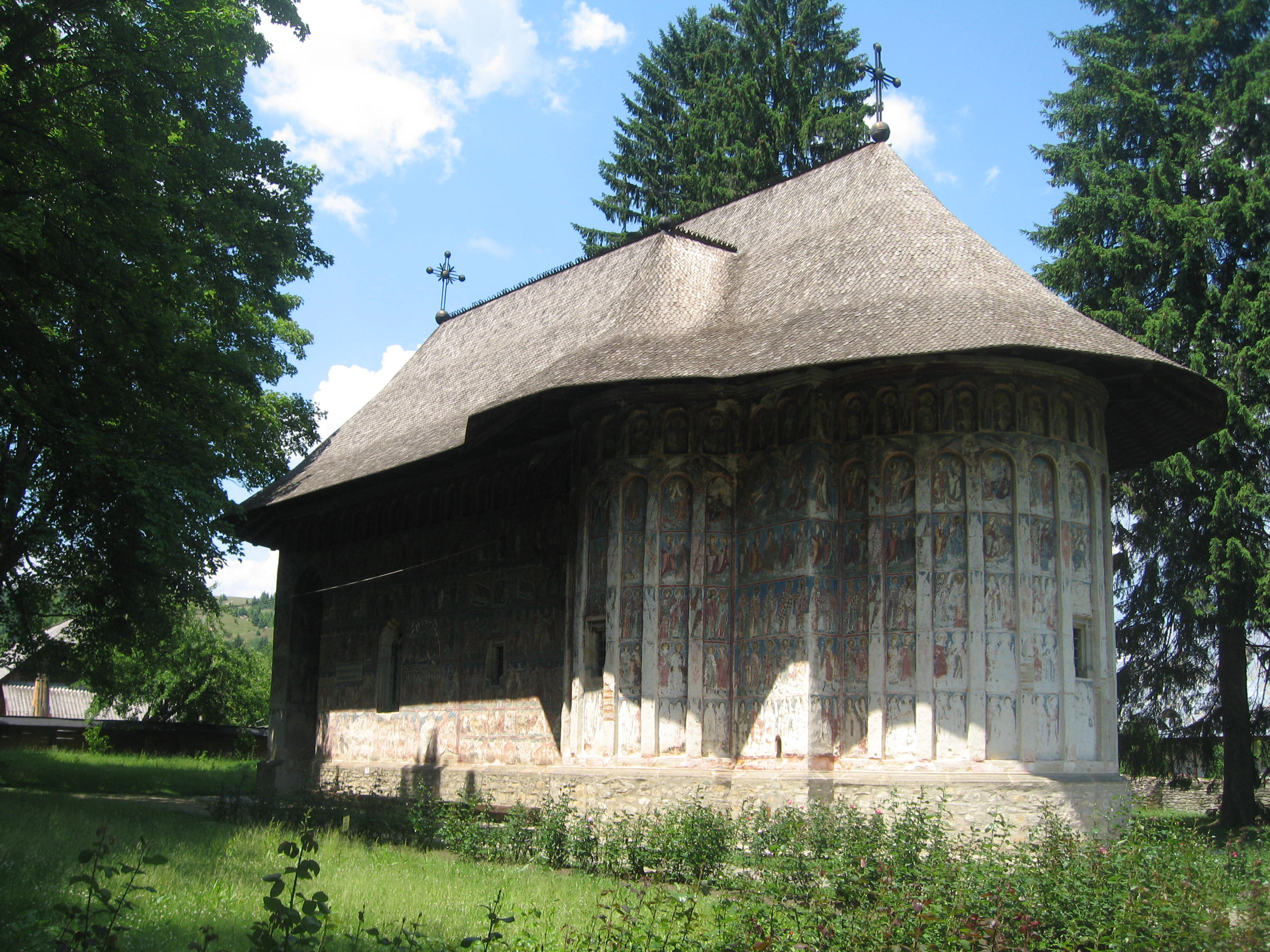
Монастир Гумор

В 1435 р. за сприяння Польського королівства, Молдовське князівство було поділене на вище (власне Молдову з містами Сучава, Яси, Хотин) та нижче — Басарабію (Кілія, Білгород, Тягиня (Бендери), Василів, Бирлад). До князівства в цей час належала також і Шипинська земля. Молдовський господар Штефан Великий заснував найбільшу кількість церков та монастирів:
- Монастир Воронець (1488 р.)
- Монастир Св. Іллі (1488 р.)
- Монастир Петрусь біля Сучави (1487 р.)
- Монастир Путна (1466 р.), похований Штефан III
- Церква в Воловці (1502 р.)
- Церква в Русенах; тут похований батько — Богдан II (1501 р.)
- Церква Св. Миколая в Радівцях; тут поховані Богдан I, Лацько (1480 р.).

Дружина Євдокія Олельківна похована в першій митрополичій церкві Св. Юрія в Сучаві.

### Фундації Штефана III в Буковині

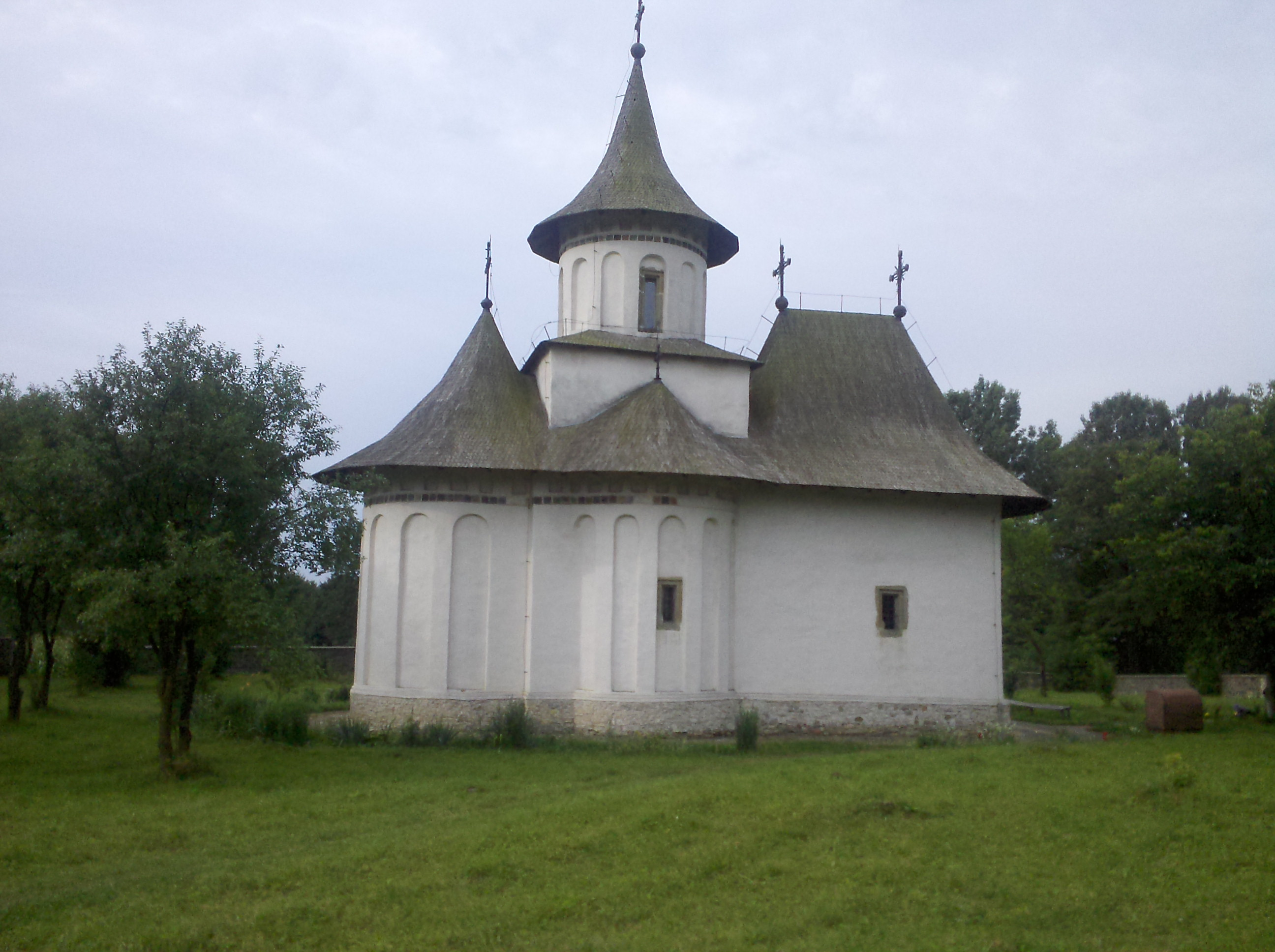
Монастир Петрусь
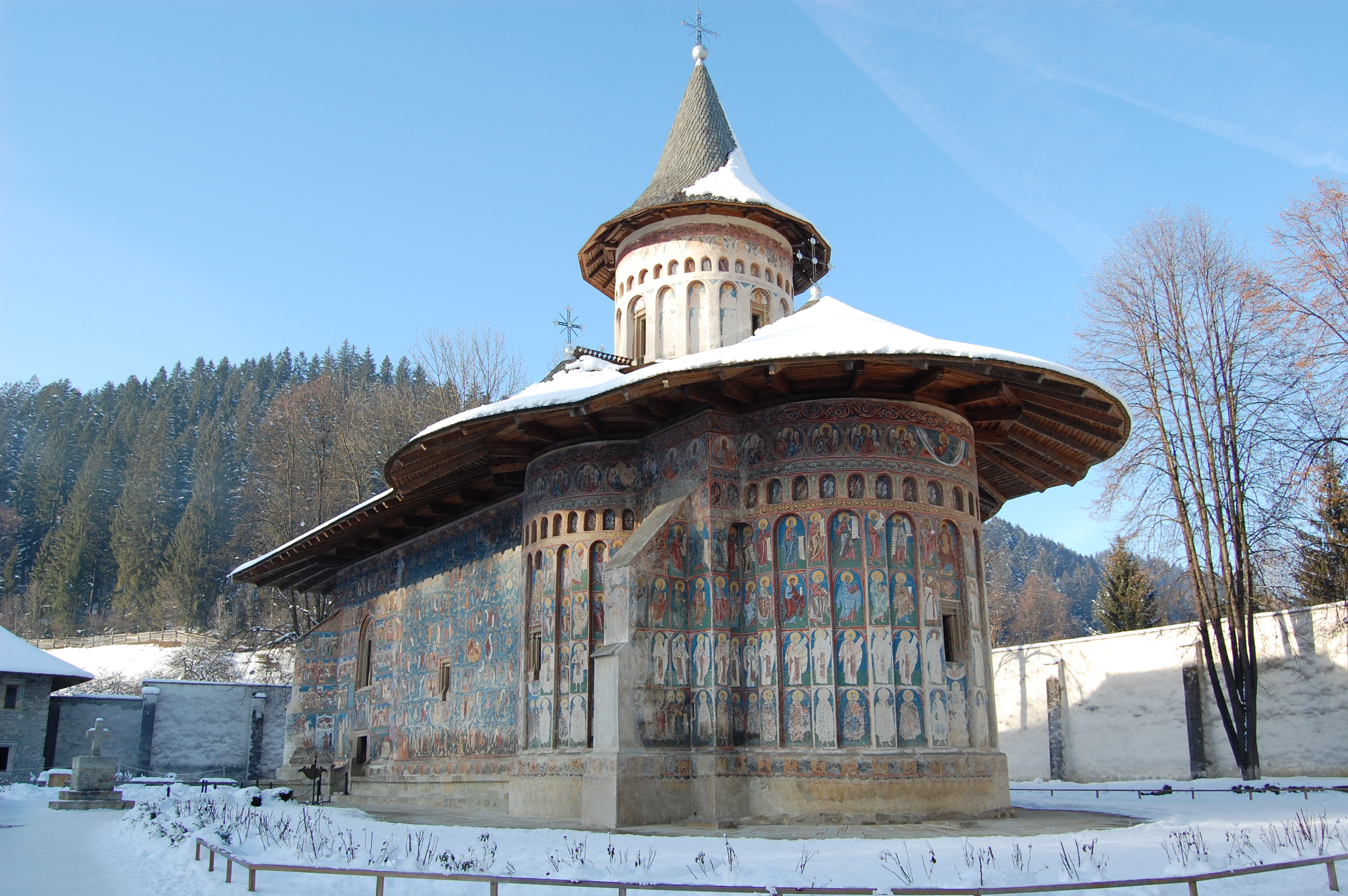
Монастир Воронець
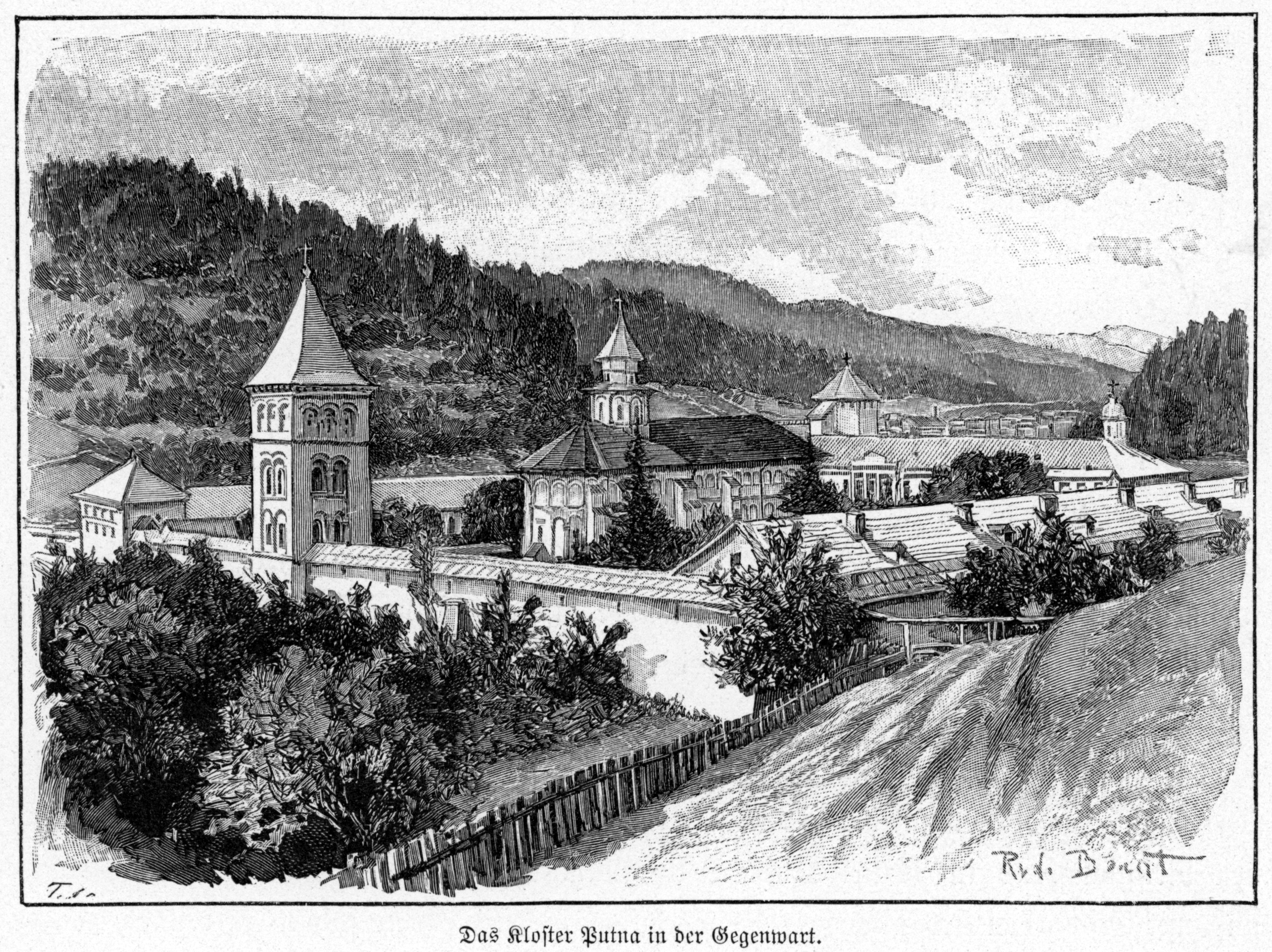
Монастир Путна
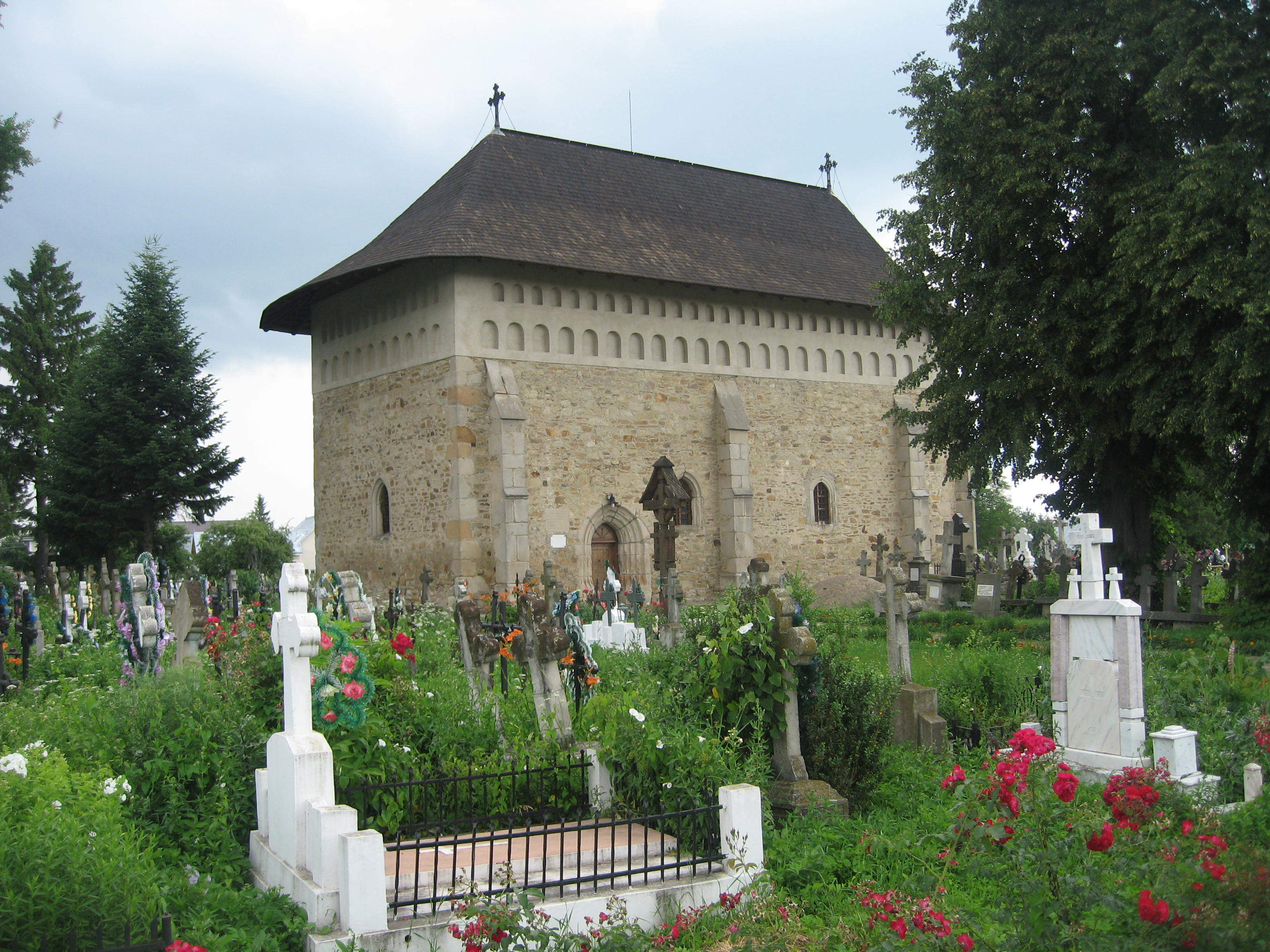
Церква в Воловці

Найбільшого розквіту молдовська архітектурна школа набула в XV ст.. В цей час до трьох основних приміщень церкви були добавлені ще два: екзонартекс перед притвором та усипальниця (gropniţai) між наосом та пронаосом. В XV-му ст. церква з п'яти приміщень вперше збудована в монастирі Нямц (1497), пізніше в XVI — в монастирі Пробота (1530), Молдовиця, Бистриця (перебудована в 1564), Слатина (1564, (фунд. Олександр IV Лопушанин), Сучевиця (1587). А також і Успенська церква монастиря Каприяна, (1470–1545). Княжі церкви мали над наосом главку, перекриту всередині куполом, а зверху пірамідальним дахом. Церкви цього часу були багато оздоблені розписами як всередині так і зовні. Більшість мальовничих княжих церков збереглося до нашого часу від часів правління молдовського господаря Петра Рареша. Петро Рареш заснував монастирі Пробота, Бая, церкву Святого Дмитрія в Сучаві, а також церкву в монастирі Гумор. Починаючи з XVII ст., коли Молдова опинилася в більшій залежності від Османської імперії, церкви зменшуються в розмірах та два додаткові приміщення зникають.
Архаїчні однонефні базиліки збереглися в Каушанах, Кілії, Білгороді (Дністровському) (вірменська церква). Всі три базиліки вкопані в землю і доволі низькі.

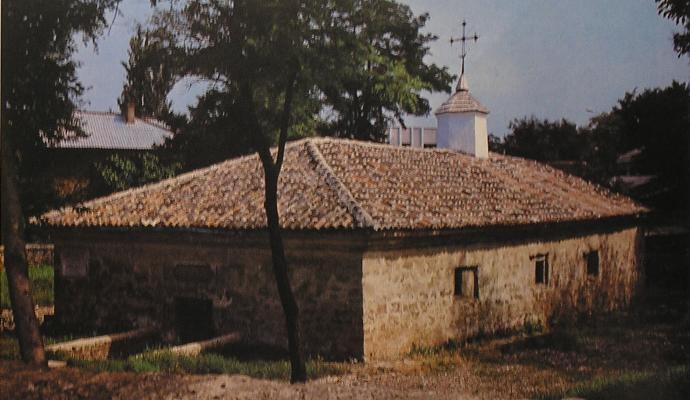

Молдовські типові церкви були тридільними (нартекс, наос, вівтар) та перекриті одним дахом. Вівтар ззовні був багатогранним. Одним із типів молдовської церкви є однонефна, прямокутна за планом, безкупольна церква-базиліка зі входом з південного-заходу. Прикладом може бути румовище церкви XV ст. в Старому Орхеї та церква Успіння в Каушанах (вхід з заходу). Церква в Каушанах на два метри вкопана в землю, тому є доволі низькою і простою ззовні, але багато прикрашена фресками зсередини будівлі. З кінця XV ст. в Молдові почали будувати триконхові храми, які є характерними для XV–XVIII ст. Такі храми мали напрямок з заходу на схід, були тридільними, наос та нартекс були прямокутними за планом, а вівтар був у вигляді більшої апсиди, з півночі та півдня до наоса примикали напівкруглі апсиди. З XVI ст. молдовська триконхова церква набуває витягнутих розмірів за рахунок притвору. З триконхових церков відома Успенська церква Каприянського монастиря (1545 р.). Відомим пам'ятником церковної архітектури є Дмитрівська церква в м. Оргіїв. За поземним планом вона триконхова, з півдня прилаштована дзвіниця, сама церква оздоблена кам'яною різьбою. Церква була оборонною з товстими стінами.
З першої половини XVIII ст. влада в Молдові переходить до фанаріотів, що відобразилось на занепаді молдовської архітектури і зокрема молдовських церков. В цей час не було зведено монументальних церков, а ті які реставрувалися, не враховували особливостей молдовської архітектури та порушували принцип гармонії, також в цей період був помітний вплив волоської архітектури. Форми церков цього періоду були невеликими та простими. 10 червня 1774 року між Російською імперією та Туреччиною був підписаний мир, який обумовив перехід молдовських земель під російську протекцію. На цей час на території Молдови було 43 кам'яних церков та 733 дерев'яних.
При побудові Мазаракієвської в Кишиневі (1752 або 1772), Троїцької (1777) та Успенської церкви в с. Грушево були використані триконхові поземні плани. Троїцька церква побудована з напівциркульними апсидами, апсиди з півночі та півдня були перекриті конхами. Поряд з триконховими церквами будувалися в XVIII ст. також церкви-базиліки, перекриті напівциліндиричним склепінням (Архангельська церква в с. Гончариха (Ізбіще), взірвана в 1940-х, (залишилася лише дзвіниця).

## Дерев'яні церкви Молдови
Дерев'яні церкви Молдови  можна умовно розділити на кілька типів:
- шатрові безкупольні хатнього типу, в селах (Тирново, Гирбово, Ротунда).
- Другий тип церков був з дзвіницею, прибудованою з південного-заходу до притвору (Петрушани, Сударка).
- З дзвіницею, прибудованою до притвору з заходу (Финтиніца, Гінкеуць]]).
- З дзвіницею надбудованою над притвором Ворничени, Городище
- та купольні з главкою на кровлі (Горешть (Фалештський район), Паланка)